# Diego García de Herrera
Diego García de Herrera y Ayala (Sevilla, c. 1417 - Fuerteventura, 22 de juny de 1485) va ser un hidalgo i conqueridor castellà, senyor territorial de les illes Canàries al segle xv. Diego s'intitulava rei de les illes Canàries, títol que va mantenir fins a la cessió als Reis Catòlics de les illes de La Palma, Gran Canària i Tenerife feta per ell i la seva dona en 1477.

## Orígens
Va néixer a Sevilla cap a 1417, fill tercer de Pedro García de Herrera y Rojas, mariscal de Castella i senyor d'Ampudia, que es va trobar a la presa d'Antequera i conquerí Jimena de la Frontera en 1431, i de María de Ayala y Sarmiento, senyora de la casa i vall d'Aiara i de les viles de Salvatierra, Salinillas i Berberana.
Diego de Herrera, que havia estat regidor de Sevilla des de 1453 fins a 1478, va consolidar els seus dominis i va fer reiterats intents de completar la conquesta de l'arxipèlag.

## Drets sobre el senyoriu de les illes Canàries: plets
El senyoriu de les illes que posseïen era merament nominal quant a Gran Canària, Tenerife i La Palma, i molt insegur en les altres per la insurrecció dels naturals i la competència dels portuguesos.
Diego de Herrera va sostenir plets tant amb la Corona de Castella com amb el regne de Portugal pels seus drets sobre les illes com a espòs d'Inés Peraza, hereva d'Hernán. En 1454 aconsegueixen del rei Enric IV la devolució de l'illa de Lanzarote al seu senyoriu, en 1454 aconsegueixen també que l'infant Enric el Navegant abandoni la part de la Gomera que ocupaven els seus vassalls, i en 1468 el monarca castellà es veu obligat a revocar la concessió de la conquesta de les illes insubmises que havia fet a favor de diversos nobles portuguesos en 1464.

## Preses de possessió de Gran Canària i Tenerife
En 1461 va arribar a prendre possessió de l'illa de Gran Canària, rebent el vassallatge dels guanartemes de Telde i Gáldar, però l'illa tornaria alçar-se en armes. En 1464 va intentar penetrar a l'interior de l'illa de Tenerife, però després de dues derrotes militars va optar per negociar amb el tagoror o consell de l'illa al complet, liderat per Imobach de Taoro, i van arribar a un acord que li permetia mantenir un assentament a l'illa, encara que alguns historiadors afirmen que fins a la mort de Diego i la iniciativa del seu fill Sancho no va haver-hi assentament estable d'espanyols a Tenerife. Va fer també nombroses expedicions a la costa africana per comerciar, portar esclaus a les illes i hostilitzar a berberiscos i portuguesos.

## Revoltes a Fuerteventura i Lanzarote
En 1476 els habitants de Lanzarote es revolten contra el poder senyorial dels Herrera-Peraza. Els lanzarotencs demanaven ser vassalls de la Corona davant els excessos dels senyors, acudint a la cort per presentar denúncies i altres documents. Els senyors de Canàries van començar llavors a perseguir als rebels, exiliant-los o executant-los, fins que els Reis envien a Lanzarote al jutge Esteban Pérez de Cabitos perquè recopilés informacions sobre els drets dels senyors a les illes.

## Capitulació amb els Reis Catòlics
En 1477 va atorgar capitulacions amb els Reis Catòlics, per les quals en nom de la seva dona va cedir a la Corona els drets que tenia sobre Gran Canària, Tenerife i La Palma, reservant-se les quatre illes grans de Lanzarote, Fuerteventura, El Hierro i La Gomera, i les menors d'Alegranza, la Graciosa, Santa Clara i Lobos, amb altres roques o illots. Els monarques el van compensar amb «cinc comptes de maravedís en comptat per les despeses, i el títol de comte de la Gomera amb el Hierro, i ell i la seva dona Inés Peraza van renunciar tot el dret i acció que tenien a les altres illes».

## Fundació deSanta Cruz de la Mar Pequeña
En 1478 Diego de Herrera construeix una torre en la desembocadura del riu de la Mar Pequeña, en la costa occidental d'Àfrica, i fou la primera vegada que es possessionava la Corona de Castella d'un territori d'aquest continent.

## Vida personal
En 1443 es va casar amb Inés Peraza de las Casas, hereva del senyoriu de les Canàries, i van tenir cinc fills:
- Pedro García de Herrera, primogènit i desheretat
- Hernán Peraza el Joven, que va heretar el senyoriu de les illes de la Gomera i El Hierro
- Sancho de Herrera, que va heretar el senyoriu de Lanzarote i Fuerteventura, en proindivís amb les seves germanes
- Constanza Sarmiento, qui es casà amb Pedro Fernández de Saavedra
- María de Ayala, qui es casà amb Diego de Silva y Meneses, comte de Portalegre

Herrera va morir a Fuerteventura el 22 de juny de 1485 i va ser enterrat en el convent franciscà de San Buenaventura, que havia construït a les seves expenses. El títol de comte de la Gomera, que li havien promès els Reis Catòlics en les citades capitulacions li va ser atorgat per Reial Despatx expedit al seu nom en 1487, quan ja havia mort.